# El Puig (Montoliu de Segarra)
El Puig és una muntanya de 786 metres que es troba al municipi de Montoliu de Segarra, a la comarca catalana de la Segarra.